# Kaczory (powiat Pilski)
Kaczory is een dorp in het Poolse woiwodschap Groot-Polen, in het district Pilski. De plaats maakt deel uit van de gemeente Kaczory en telt 2736 inwoners.

## Verkeer en vervoer
- Station Kaczory